# Thyreophora cynophila
Espèce
Synonymes
- Musca cynophila Panzer, 1798

Thyreophora cynophila, la Mouche gypaète, est une espèce d'insectes diptères de la famille des Piophilidae. Il s'agit d'une espèce européenne estimée éteinte depuis 1850 et redécouverte en Espagne en 2007, puis en France en 2019. Hivernal, l'imago présente une morphologie particulière, sa grosse tête orange vif ayant la capacité supposée d'émettre un éclat lumineux. Sa larve est nécrophage, spécialisée dans la moelle osseuse des carcasses de grands mammifères.

## Taxonomie
Thyreophora cynophila est décrite pour la première fois par l'entomologiste allemand Georg Wolfgang Franz Panzer en 1798 sous le nom Musca cynophila puis incluse au sein du genre Thyreophora par Johann Wilhelm Meigen en 1803, qui en fait son espèce type. Elle est aujourd'hui son unique représentante. Après avoir été classée dans la famille distincte des Thyreophoridae, elle est incluse au sein de la famille des Piophilidae par McAlpine lors de sa révision phylogénique de cette famille en 1977.
Le genre se distingue de la sous-tribu Thyreophorina par sa tête orange vif, contrastant avec le corps et les pattes de couleur bleuâtre métallique à noir verdâtre.

## Étymologie et dénominations
Thyreophora signifie littéralement "qui porte un bouclier" du grec thyreon « bouclier » et phora « action de porter », ceci en raison de la taille importante du scutellum du mâle. Quant à l'épithète spécifique, cynophila, elle provient du grec ancien κύων, κυνός, kuôn, kunos (« chien ») et φίλος, philos (« qui aime »), car sa description provient de spécimens collecté sur une carcasse de chien.
En français, cette espèce est nommée de son nom vulgarisé « Thyréophore cynophile », traduction littérale de son nom scientifique et de ses noms vernaculaires « Mouche à tête orange », en raison de sa morphologie particulière et « Mouche gypaète », par comparaison au Gypaète barbu, un vautour nécrophage à la tête également orange.

## Description

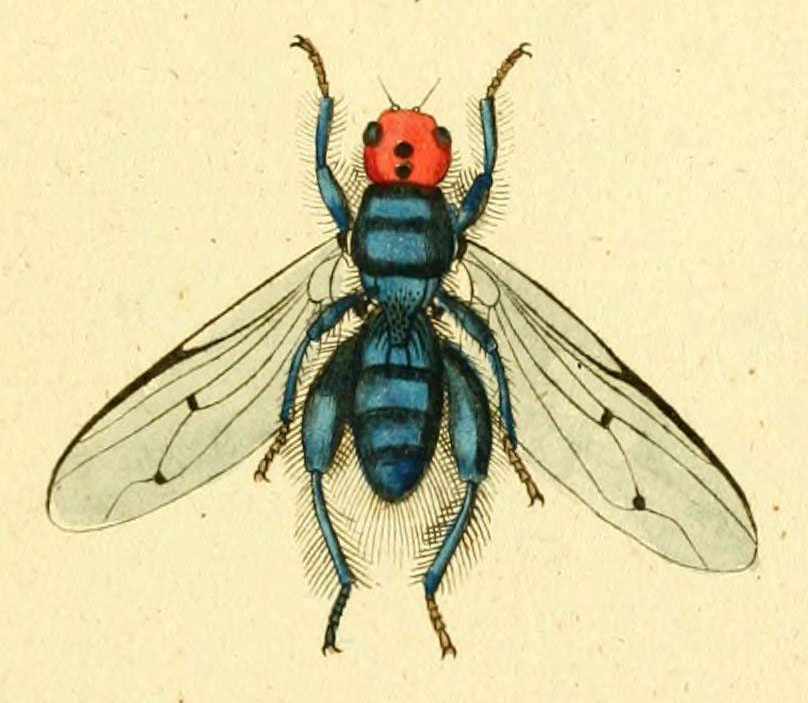
Thyreophora cynophila (Fauna Germanica, Panzer et Sturm, 1793

Thyreophora cynophila, mesure 6 à 10 mm de long, et porte une tête convexe et triangulaire en profil, particulièrement proéminente, dont l'occiput est orné d'une tache noire. L'ouverture buccale est petite et la trompe courte dont les palpes sont spatulés. Les antennes très courtes sont rapprochées et les ailes sont longues, épaisses et transparentes avec deux taches noires transversales. L'abdomen est assez grand, d'une couleur bleue voyante. Les pattes sont bleues avec le premier tarse roux à la base. Le scutellum est également assez grand chez les mâles, un peu excavé au milieu et ridé transversalement ; il recouvre près de la moitié de l'abdomen. Le mâle possède également des pattes postérieures munies de tubercules et de crénelures. La femelle, quant à elle, est munie d'un scutellum plus petit et triangulaire,,.
Les larves de deuxième et de troisième stade de T. cynophila sont d'un blanc-jaunâtre, longues, minces et cylindriques, nettement plus grandes que les larves d'autres espèces de Piophilidae. Leur corps se rétrécit progressivement vers l'avant et est tronqué à l'arrière ; leur tête est munie de palpes maxillaires, des crochets noirs sortant de la cavité buccale. T. cynophila est proche du point de vue de sa morphologie de Centrophlebomyia furcata. La forme du squelette céphalo-pharyngien, le nombre et la disposition des épines ventrales, ainsi que la morphologie et la présence ou non de tubercules dans les deux derniers segments du corps, sont les principaux caractères permettant l'identification et la distinction des deux espèces au stade larvaire.
|                                                                                   |  |  |
| Femelle (gauche) et mâle (droite) de Thyreophora cynophila (ill. de Meigen, 1790) |  |  |

## Éthologie

### Connaissances anciennes
La larve de Thyreophora cynophila est nécrophage. L'holotype décrit par Panzer provient d'une carcasse de chien, d'où l'épithète donnée à cette espèce. En 1830, 1842 et 1849, André Jean Baptiste Robineau-Desvoidy la rencontre durant les mois de janvier et février, immédiatement après la fonte des neiges, sur des carcasses de chevaux, d'ânes ou de mûles en décomposition très avancée. Il conclut que cette espèce porte une préférence pour les cadavres d'ongulés. En 1831, Orfila et Lesueur ont cité l'apparition de T. cynophila en association avec des cadavres humains. En 1894, Jean Pierre Mégnin la place au sein de la cinquième escouade des insectes nécrophages, apparaissant lors de la fermentation ammoniacale et de la liquéfaction noire des tissus corporels, cette affirmation se basant probablement plus sur la bibliographie que sur ses observations personnelles.
Les mœurs nocturnes de l'imago font l'objet d'un texte envolé de la part de Pierre Justin Marie Macquart en 1835 dans son Histoire naturelle des insectes diptères :

« Quant aux habitudes, elles sont fort lugubres. [Le Thyréophore cynophile] ne recherche que les ténèbres et les cadavres desséchés. À la sombre lumière de sa tête phosphorique, il se jette sur les ossements décharnés, et se repaît des derniers restes de l'animalité. »

Cependant, il est peu probable que ce prétendu cas de bioluminescence soit basé sur des observations personnelles. De plus, Robineau-Desvoidy n'a jamais confirmé cette hypothèse, malgré ses observations in situ, et elle est considérée aujourd'hui comme farfelue.

### Connaissances actuelles
Les recherches espagnoles des années 2010 montrent que Thyreophora cynophila est une nécrophile éclectique de cadavres de grands mammifères de moutons, veaux, chevaux, chiens, vaches, cochons, sangliers, renards, chevreuils et cerfs, les carcasses étant à des états de décomposition souvent avancés, voire à l'état de squelette. Cette espèce se retrouve d'ailleurs sur les placettes d'équarrissage mise en place pour les vautours. Les larves semblent se nourrir de la moelle des os longs, de la colonne vertébrale et du crâne. Plusieurs centaines de larves de différents stades peuvent y être dénombrées. Cependant, des imagos sont découverts en 2011 sur des cadavres de vautours, dont les os, comme l'ensemble des oiseaux, ne contiennent pas de moelle.
Les adultes ont une faible activité lorsque les températures hivernales sont basses, se réfugiant au sein de différentes cavités du cadavre. Plus actifs durant les heures chaudes et ensoleillées, les mâles recherchent les femelles afin de se reproduire. Pendant l'accouplement se produisant de trois à quatre fois successives durant 15 à 25 secondes, les ailes du mâle restent pliées alors que celles de la femelle sont déployées, le mâle maintenant fermement la femelle de ses tarses et cette dernière tentant parfois de se dégager. De temps en temps, un concurrent tente de déloger le mâle afin de rapidement prendre sa place. Cette étape terminée, la femelle se dirige à l'intérieur de la carcasse afin d'ovipositer ses œufs. Dix jours plus tard, des larves de deuxième stade sont visibles et au bout de 15 à 25 jours, les larves complètement développées migrent dans le sol afin de puposer estivant jusqu'à la prochaine génération sous cette forme. T. cynophila est proche du point de vue de son comportement de Centrophlebomyia furcata, cette dernière étant plus présente au sein des biotopes anthropisés.
Cette espèce est bivoltine, une génération post-hivernale de janvier à avril et une génération post-automnale. Elle se plaît au sein des montagnes supraméditerranéenes dominées par le hêtre, les pins, les chênes verts et pyrénéens, les bruyères et les genêts des genres Genista et Cytisus. Les autres biotopes méditerranéens prospectés n'ont donné aucun résultat.

## Distribution

### Découverte et disparition
Décrite en 1798 en Allemagne et récoltée jusqu'en 1850 en France et en Autriche, cette espèce est représentée jusqu'en 2007 par uniquement seize spécimens au sein des collections des Muséum d'histoire naturelle européens. Un individu du Musée de Vienne proviendrait d'Alger en Algérie. En France, l'espèce est considérée comme très rare par Jean-Baptiste Robineau-Desvoidy et ses exemplaires ont été récoltés à Paris et à Lyon. Une observation de Teodoro Ríos en 1902 dans la province de Saragosse (Espagne) semble être passée inaperçue auprès de la communauté scientifique.
N'ayant pas été revue durant les 160 années suivantes, elle a été la seule espèce de diptère considérée comme éradiquée par l'humain et classée comme éteinte au début des années 2000. Des changements dans la gestion du bétail, une meilleure élimination des charognes après la révolution industrielle et la disparition de grands prédateurs capables de briser les os de carcasses, laissant ainsi l'accès des femelles en ponte à la moelle osseuse, ont été quelques-unes des raisons qui ont pu expliquer la supposée extinction de T. cynophila et autres Thyreophorinae. Le fait que les entomologistes limitent leurs efforts de collecte en hiver et soient généralement peu disposés à examiner les carcasses en décomposition pourrait également être un facteur important de sa sous-représentation.

### Redécouverte

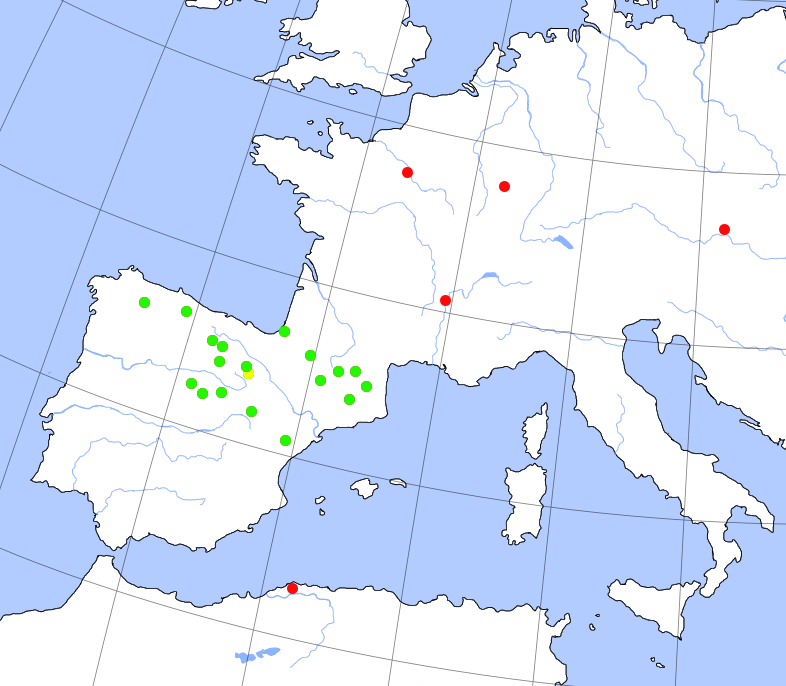
Carte de répartition de Thyreophora cynophila.
Données datant d'avant 1850
Donnée datant de 1902
Données datant d'après 2007

En janvier et février 2007, dans le cadre d'une étude sur les diptères sarco-saprophages publiée en 2010, des chercheurs des universités d'Alcalá (Espagne) et de Copenhague (Danemark) découvrent en posant des pièges contenant un appât de calmar placés dans des forêts supraméditerranéene près de Madrid (Lozoya et Rascafría, Espagne), six spécimens de Thyreophora cynophila ; deux femelles et quatre mâles déposés au Musée de Copenhague. Parallèlement, et sans avoir connaissance de la précédente observation, une autre étude, également publiée en 2010, porte sur la détermination de photographies d'un naturaliste prises à La Rioja en novembre 2009. À la suite de cette découverte fortuite, une équipe de chercheurs de l'université de Logroño capture par piégeage volontaire en janvier et février 2010, 90 individus, à des altitudes comprises entre 900 et 1 400 mètres, révélant une présence sur au moins 76 500 hectares dans le Parc naturel de la Sierra de Cebollera (es) (système ibérique) au Sud-Ouest de La Rioja. Cette population se développe correctement et n'est actuellement pas en danger.
Par la suite, de nombreuses recherches de la part des universités espagnoles démontrent la présence régulière de cette espèce dans les montagnes nord-ibériques des provinces de Saragosse, Guadalajara, Ségovie, Soria (2011), Cuenca (2012), León (2013), Palencia, (2015) et Valenciana (2019).
Alertés par les recherches espagnoles, les scientifiques de l'université Paul Sabatier de Toulouse, aidés les naturalistes audois, parviennent à récolter, en février 2019, deux femelles et deux mâles sur une carcasse de sanglier sur la commune de Saint-Paul-de-Jarrat dans les Pyrénées françaises en Ariège. Durant l'hiver 2019-2020, le monde de la chasse et les naturalistes étant mieux informés, de nouvelles découvertes se multiplient sur l'ensemble de l'arc pyrénéen à savoir dans les départements des Pyrénées-Atlantiques, des Hautes-Pyrénées, de l'Ariège et des Pyrénées-Orientales.
À la lumière de ces résultats, il est très probable que T. cynophila soit présent dans un plus grand nombre de régions de l'écozone paléarctique.